# Kłynowe (rejon bachmucki)
Kłynowe (ukr. Клинове) – wieś na Ukrainie, w obwodzie donieckim, w rejonie bachmuckim. W 2001 liczyła 826 mieszkańców.